# 陳子超
陳子超（Chan Tsz Chiu，1991年7月28日—），生於香港，是一名職業足球員，司職後衛，曾效力於香港甲組足球聯賽球隊天行元朗。目前是一名私人健身教練和作家，合著Dynamic Balance將中醫原理融入體能，通過中醫的視角調整訓練、飲食和心態，並榮登亞馬遜最受歡迎新著作。

## 球員生涯
陳子超曾短暫效力香港甲組足球聯賽球隊 浩運，但只是踢了數禮拜後離隊。

## 外部連結
- 元朗足球隊官方網頁
- HKFC Soccer （页面存档备份，存于）
- Tsz Chiu Andy Fitness Coach （页面存档备份，存于）